# Sinbreed
Sinbreed é uma banda de power metal cristão formada em 2005 em Wiesbaden, na Alemanha.

## História
A banda foi formada como Neoshine, e lançou três demos com esse nome, mas foi forçada a mudá-lo para evitar problemas jurídicos com uma empresa estadunidense homônima.
O álbum de estreia deles, When Worlds Collide, foi lançado em março de 2010 e teve as participações dos tecladistas Morten Sandager (Pretty Maids) e Joost van den Broek (After Forever), dos guitarristas Oliver Lohmann e Andreas Iancu, e do vocalista Thomas Rettke (Redkey, ex-Heaven's Gate).
Em novembro de 2012, o guitarrista do Blind Guardian Marcus Siepen, que já colaborava com a banda como membro de apoio, juntou-se a eles como integrante oficial.
O segundo álbum da banda, Shadows, seria lançado no final de 2013, mas foi adiado para março de 2014 quando eles assinaram como a AFM Records.
Ao final de novembro de 2015, o Sinbreed anunciou que Marcus deixou a banda devido a conflitos de agenda com o Blind Guardian. Eles também anunciaram um novo álbum para o início de 2016.
By the end of November 2015, Sinbreed announced that Siepen would leave the band due to conflicting schedules with Blind Guardian. They also announced they would be releasing a new album in early 2016.
No início de 2018, Herbie Langhans deixou o grupo e foi mais tarde substituído por Nick Holleman. Com ele e o novo guitarrista Manuel Seoane (Mägo de Oz), eles lançaram seu quarto álbum de estúdio IV em 23 de novembro pela Massacre Records. O disco recebeu críticas mistas da crítica.

## Integrantes
Membros atuais
- Nick Holland - vocais (2018–atualmente)
- Flo Laurin - guitarra, teclados (2005–atualmente)
- Manuel Seoane (Mägo de Oz) - guitarra (2018–atualmente)
- Alexander Schulz - baixo (2005–atualmente)
- Frederik Ehmke (Blind Guardian) - bateria (2005–atualmente)

Membros antigos
- Herbie Langhans (Beyond the Bridge, ex-Seventh Avenue) - vocais (2005–2018)
- Marcus Siepen (Blind Guardian) - guitarra (2012–2015)
- Martin Brendler (Dragonfly) - vocais (2005)

## Discografia
Álbuns de estúdio
- When Worlds Collide (2010)
- Shadows (2014)
- Master Creator (2016)
- IV (2018)